# Cenefia
Cenefia is een geslacht van hooiwagens uit de familie Triaenonychidae.
De wetenschappelijke naam Cenefia is voor het eerst geldig gepubliceerd door Roewer in 1931. 

## Soorten
Cenefia omvat de volgende 4 soorten:
- Cenefia adaeiformis
- Cenefia delli
- Cenefia sorenseni
- Cenefia westlandica